# Zámecký park

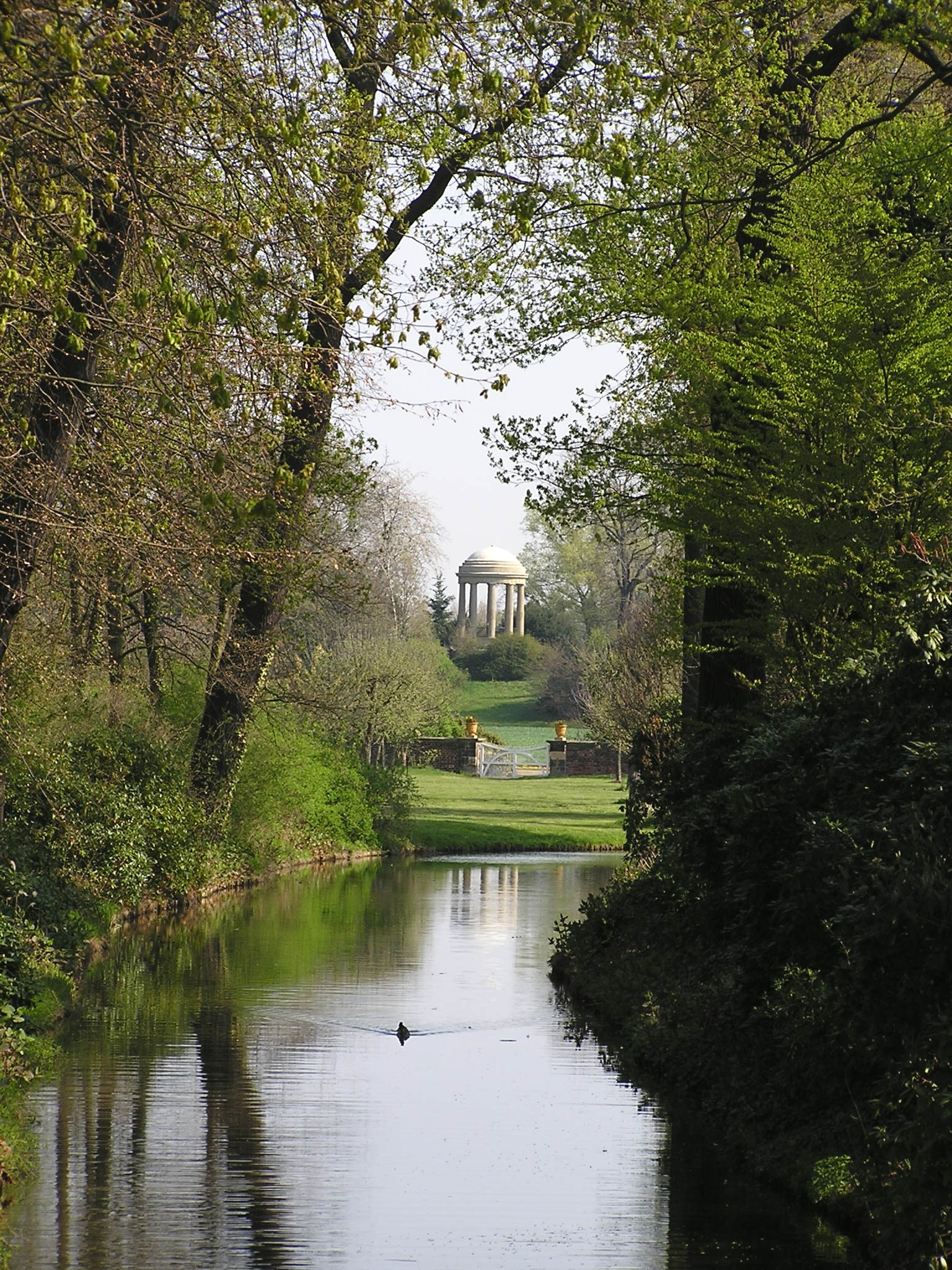
Průhled do Wörlitzského zámeckého parku k Venušinu chrámu

Zámecký park (nebo také zámecká zahrada) je zahrada patřící k zámku, která obklopuje, doplňuje a rámuje zámecké budovy. Umělecko-historický rozvoj zámeckých zahrad a parků v Evropě probíhal souběžně s vývojem stavební architektury.

## Rozvoj
Již v antice byly koncipovány zahrady doplňující vladařské paláce.
Zámecký park jako druh evropského umění se rozvíjel z hradních zahrádek původně sloužících kuchyňským potřebám, ale během let dostával stále více reprezentativní podobu i význam. Od novověku, kdy se společně s výstavbou zámků začalo vyvíjet i zahradnické umění, byla během staletí uplatněna řada rozličných systémů, příznačných pro jednotlivé epochy; v zásadě je můžeme shrnout do tří období.

### Renesanční zahrada

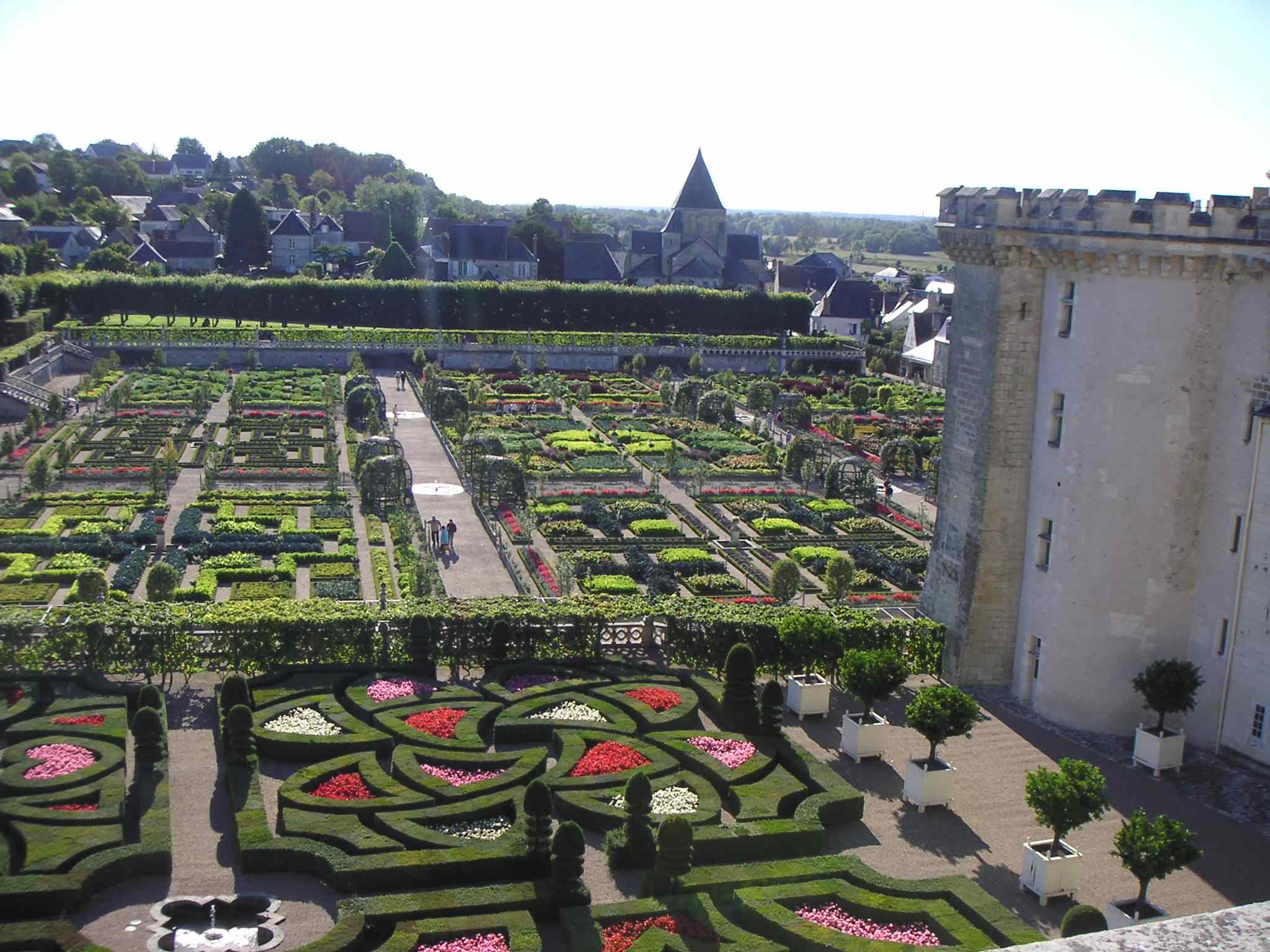
Zámek Villandry, Francie, renesanční zahrada

První formální zámecké parky, tak jak je chápeme dnes, vznikaly v Itálii v době renesance, kde dotvářely vnější podobu villy. Životní styl a umění renesance se rozšířilo do Evropy a s novými stavebními slohy byly přejímány také nové impulsy pro zahradní architekturu.
Nejdříve to byly květinové obrubní záhony, živé ploty, studny či kašny a aleje, jež byly geometricky formovány a uzpůsobovány k dekorativním účelům venkovních prostranství. Tyto zahradní sektory byly ještě uzamčené směrem dovnitř, nikoli koncipované také jako vnější ozdoba budov, a často neměly žádnou architektonickou souvislost s obytnými budovami, nezřídka byly zřizovány dokonce ve značné vzdálenosti od zámku, což vycházelo spíše z praktického než estetického pojetí: pozůstatky pevností, od kterých zpravidla nemohlo být upuštěno, jednoduše neposkytovaly dostatek místa pro bohaté zahrady. Ty byly zhusta opatřeny terasami a ozdobeny sochami, též bylo poprvé užito umění umělecky stříhat stromy a keře a různě je tvarovat, nazývaného topiari. Toto období se vyžívalo v neobyčejných věcech a tak byly vytvářeny zahrady s jeskyněmi a labyrinty ke smyslným prožitkům, jež měly člověka okouzlit a přivést k úžasu.

### Barokní zahrady

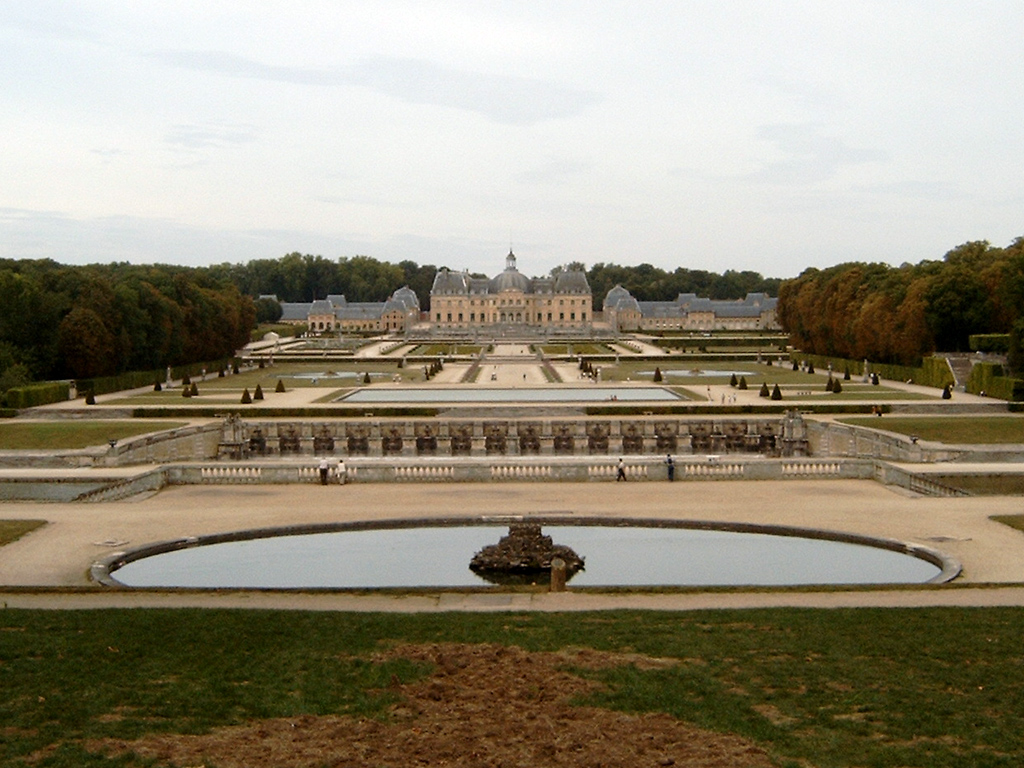
Vaux-le-Vicomte, Francie, barokní zahrada

Z renesančních zahrad se vyvinul v 17. století velkoplošný, symetrický barokní park, jenž svého vrcholného rozkvětu dosáhl ve Francii (francouzský park) a jenž byl kopírován v celé Evropě. Parky byly chápány jako krajinná architektura, barokní zahrady byly rozšířením a pokračováním staveb a sloužily jako doplnění zámku směrem ven. Přírodě byla stejně jako stavbám vnucena pravidla matematiky.
Těžištěm těchto zahrad byl vždy samotný zámek, z jehož středové budovy bylo možné vyhlédnout do všech stran, kolem nějž byl všude park. Průhledy byly navrženy až k horizontu a měly navozovat pocit moci a vznešenosti jeho budovatele. Zvláště v této době se pro nově projektované stavby zámků využívala možnost vytvářet zahrady bez nutnosti opevnění, takže zahrady pak nabízely výhledy do širokého okolí. V přímé blízkosti zámku vyrůstaly zpočátku malé parterové plochy zdobené květinovými ornamenty, později byly vytvářeny obrovské plochy květin, keřů a dřevin a bohaté, komplikované broderie. Velké bazény a rozlehlé trávníky rozčleňovaly široké plochy a stromové parky byly vytvářeny do bosketů, v nichž se volně opakovaly motivy ze salónů a kabinetů zámku. Nekonečné aleje vedly už z několikakilometrových vzdáleností v okolí zámku. Zahrady byly oživeny pavilony, oranžériemi a letohrádky a prostřednictvím soch, studen a kašen s fontánami promlouvaly motivy z antické mytologie.

### Parky anglického typu

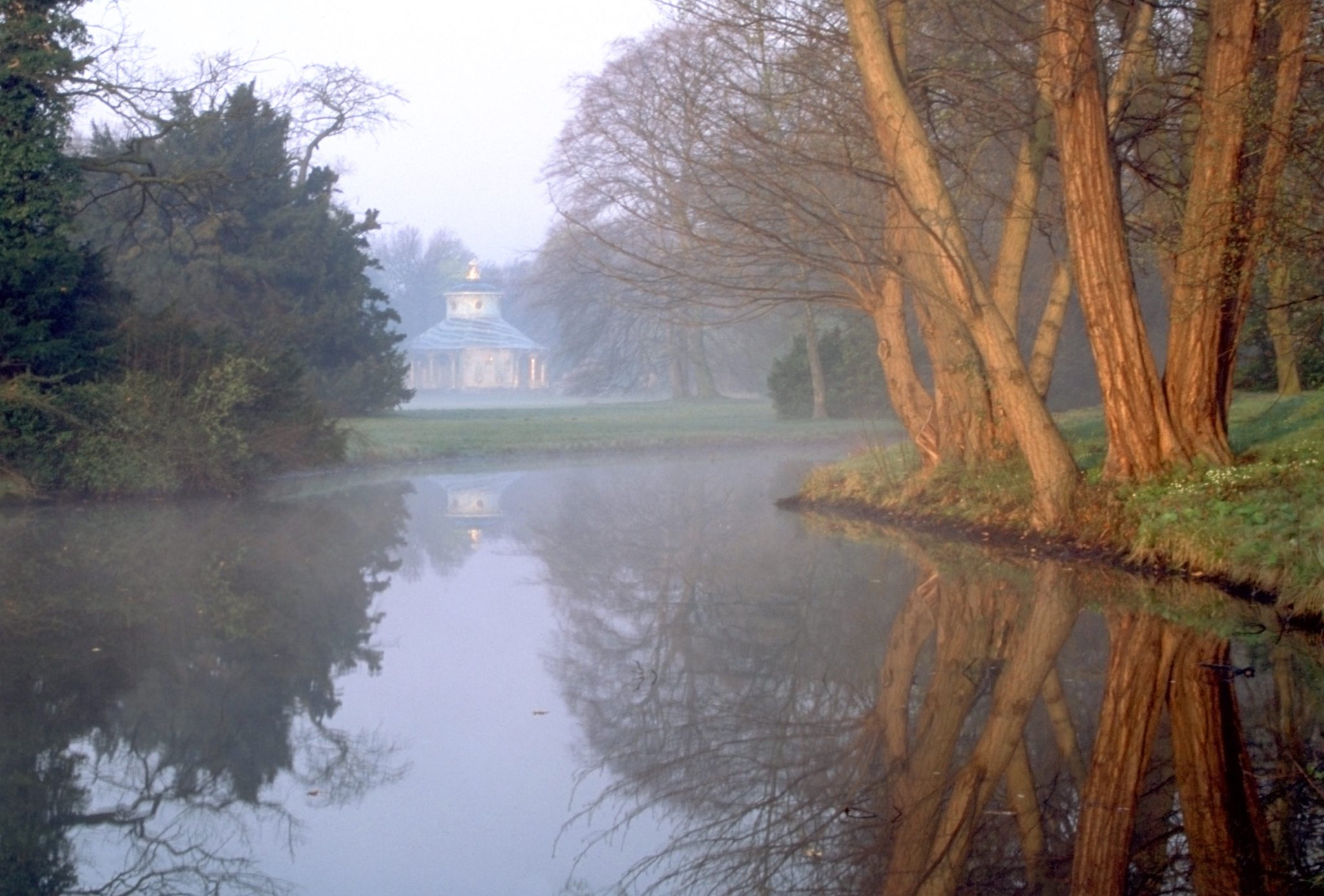
Zámecký park u zámku Sanssouci u Postupimi.

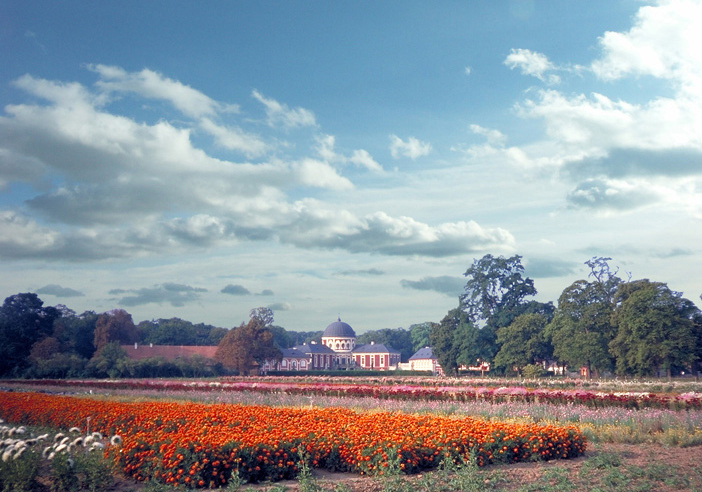
Zámek Veltrusy, park ve stylu tzv. "Okrasného statku"

Od poloviny 18. století začal postupně převládat park v anglickém stylu. Za časů klasicismu vzniklo nové pojetí umění, strnulé tvary baroka a jeho zahrad od nynějška platily jako nepřirozené za špatné a prosazovaly se snahy nacházet cesty zpátky k přírodě a parkovým krajinám propůjčit dospělý vzhled.
Do módy přišly umělé ruiny, svatyně, rozsáhlé rybníky s přírodními vodopády, mírné pahorky formovaly krajinu a zastřižené rostliny ustupovaly divoké, nicméně upravené přírodě. Téměř nepozorovatelné jsou přechody parků do okolí. Dlouhodobé obchodní styky přinesly možnost vysazování exotických rostlin. Parky měly též za úkol podobat se romantickým obrazům krajin a vyvolávat tak obdobné pocity. Parky byly považovány za Arkádii a srovnávány s rozjasněným filosofickým životem.
Jelikož tedy příkazem této doby byl přírodní vzhled, mizela pravidelnost barokních zahrad. Někde úplně (např. u zámku Wilhelmshöhe) jinde byly zapracovány do anglické parkové koncepce (např. u zámku Charlottenburg).
Jedna z významných a dnes již vzácně dochovaných forem přírodně-krajinářského parku je koncepce tzv. "okrasného statku" (ferme ornée), kdy hospodářsky využívané plochy se staly jeho přímou součástí a zároveň estetickým prvkem (např. zámek Veltrusy).

## Shrnutí
V průběhu období historismu a z něj vycházejícího sklonu k romantice bylo mnoho pozemků nově zalesňováno a osazováno. Řada parkových komplexů, tak jak je můžeme vidět dnes, dostala svou podobu povětšinou v tomto období. V závěru 19. století epocha rozlehlých zámeckých parků skončila, stejně jako skončilo období rozlehlých zámeckých staveb. Stavěly se většinou jen v malém měřítku. Se zánikem většiny evropských monarchií bylo mnoho zámeckých parků zpřístupněno veřejnosti a dnes jsou místem odpočinku či výletů, ale též hodnotným svědectvím dobového umění a výzvou k zahradnické památkové péči.